# Condado de Końskie
Nota linguística: Não confundir hrabstwo (condado) com powiat (divisão administrativa)..
Końskie (em polonês: powiat konecki) é um powiat (condado) da Polônia, na voivodia de Santa Cruz. A sede é a cidade de Końskie. Estende-se por uma área de 1139,90 km², com 84 239 habitantes, segundo o censo de 2006, com uma densidade de 73,90 hab/km².

## Divisões admistrativas
O condado possui:
Comuna urbana-rural: Końskie, Stąporków
Comunas rurais: Fałków, Gowarczów, Radoszyce, Ruda Maleniecka, Słupia, Smyków
Cidades: Końskie, Stąporków

## Demografia
População (dados de 30 de Junho de 2006):
|          | Total   | Total | Mulheres | Mulheres | Homens  | Homens |
| -------- | ------- | ----- | -------- | -------- | ------- | ------ |
|          | pessoas | %     | pessoas  | %        | pessoas | %      |
| Total    | 84 239  | 100   | 42 827   | 50,8     | 41 412  | 49,2   |
| Cidades  | 26 653  | 100   | 13 864   | 52,0     | 12 789  | 48,0   |
| Povoados | 57 586  | 100   | 28 963   | 50,3     | 28 623  | 49,7   |